# Culinária da Quirguízia

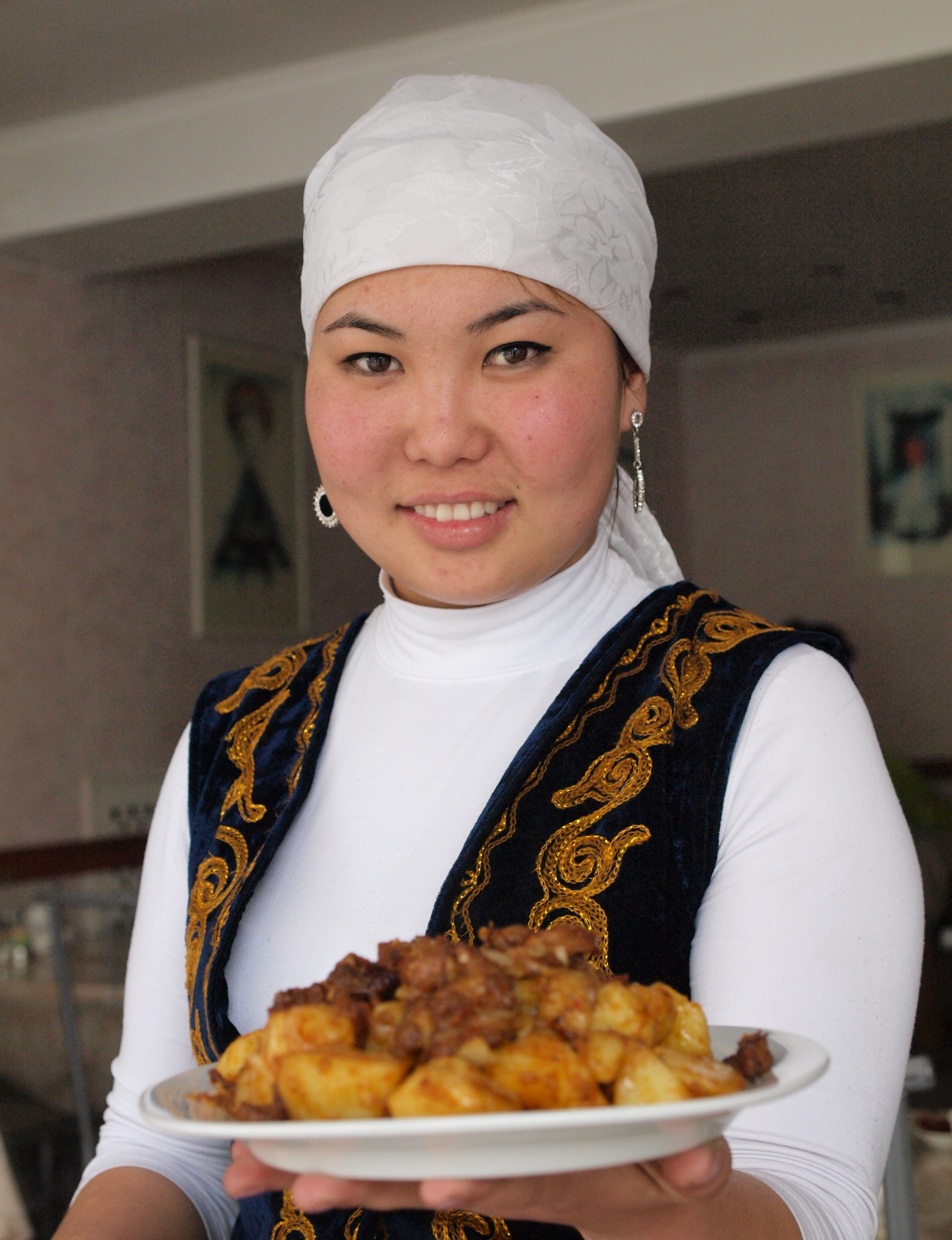

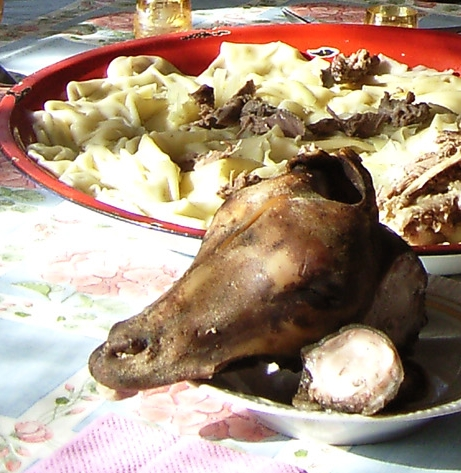

A culinária da Quirguízia reflete as mais de 80 etnias e nacionalidades que compõem esta sociedade e também a sua história milenar de pastores nómadas. Os componentes principais da sua mesa, aliás do "dastorkon", o pano estendido no solo onde tradicionalmente é servida a comida, são as carnes e laticínios, preparados com poucos condimentos, e o pão ou as massas de farinha de trigo; no entanto, o arroz, na forma de plov, também encontrou um lugar cimeiro. Mas é preciso explicar que estas caraterísticas se referem principalmente aos quirguizes, a etnia predominante deste país, enquanto que os dunganes e uigures, duas importantes minorias na Quirguízia, têm tradicionalmente uma alimentação mais diversificada.
O plov, na Quirguízia, significa uma “montanha” de arroz cozido e servido com um guisado de carne com cebolas e cenouras. Os manti são também um prato popular no Quirguistão, assim como o lagman, um guisado dungane de macarrão com carne, repolho, cebola e tomate, e os chuchpara e pelmeni (estes normalmente servidos num caldo ou sopa). Kuurdak é um prato de carneiro frito com cebola e condimentos, mas a sopa (shorpo), normalmente apresentada com um grande osso de carneiro, é também importante.
Quando há convidados, são servidos acepipes, como kuiruk-boor, pedaços da gordura da cauda do carneiro frita com o fígado, e shashlik, espetadas de carne de carneiro, vaca, galinha ou peixe, servidas com picles de cebola, e os boorsoks não devem faltar sobre o "dastorkon", o pano estendido no solo onde os quirguizes servem a comida.  Mas o verdadeiro prato de cerimónia é o besh barmak, que resulta da cozedura num grande kazan (caldeirão de ferro) dos pedaços dum carneiro, até o líquido poder ser considerado uma sopa e a carne poder ser distribuída pelos comensais.
Entre as bebidas, deve referir-se kymyz, feita com leite de égua fermentado. Bozo é uma bebida espessa, de painço fermentado e bebida principalmente no inverno; jarma é também uma bebida fermentada de cevada, mas consumida principalmente no verão.
Entre os doces, pode referir-se o chak-chak, feito com macarrão frito e mergulhado num xarope. 